# Robby Oedietram
Ashokkoemar (Robby) Oedietram (29 april 1955 - 18 augustus 2014) was een Surinaams zanger en liedschrijver. Hij was bandleider van The Indian Semi Classical Group.

## Biografie
Robby Oedietram was getrouwd en had drie zoons. Een van hen, Viresh, is eveneens een zanger. Oedietram werkte 43 jaar voor Kirpalani; muziek speelde een centrale rol in zijn leven.
Aanvankelijk maakte hij achtergrondmuziek bij natak-voorstellingen (toneel) en vervolgens in een orkest. Daarna werd hij bandleider, manager en zanger van The Indian Semi Classical Group. Verder trad hij op als Robby Oedietram & Friends.
Hij zong in verschillende muziekstijlen, zoals baithak gana, filmi, qawwali, bhajans en ghazals. Hij bracht meer dan tien cd's uit. Hij schreef zijn liederen zelf en wordt herinnerd om onder meer Jai jai Suriname en Suriname ke god mein. Samen met Hafeezkhan Wagidhosain bracht hij de single Kismet ka khel nirala uit.
Medio 2014 werd hij getroffen door een beroerte. Na een kort ziekbed overleed hij op 18 augustus. Robby Oedietram is 59 jaar oud geworden. Op de Nederlandse televisiezender OHM werd in 2017 stilgestaan bij de rol in de Hindoestaanse muziek van hem en een andere baithak-gana-icoon, Ardjoen Autar.